# Raggartøsen
Raggartøsen (originaltitel: Chans) er en svensk spillefilm fra 1962 instrueret af Gunnar Hellström. Filmen er baseret på en roman fra 1961 af Birgitta Stenberg, som også skrev manuskriptet. I hovedrollerne ses blandt andre Lillevi Bergman, Gösta Ekman og Åke Fridell.

## Handling
16-årige Mari er netop er blevet løsladt fra et ungdomsfængsel. Hun sendes til Skåne for at komme så langt som muligt fra Stockholm, hvor hun tidligere boede. Dog er hun ulykkelig, stikker af og forsøger at blaffe tilbage til Stockholm som filmen skrider frem.

## Medvirkende (i udvalg)
- Lillevi Bergman som Mari Andersson
- Eivor Landström som Maris mor
- Sture Ericson som Maris far
- Gösta Ekman som Stefan
- Bertil Anderberg som Natan
- Åke Fridell som onklen
- Hans Wigren som Money
- Jan Tiselius som Maraton
- Ingrid Luterkort som Maratons mor
- Betty Tuvén som supervisor
- Gudrun Brost som ejer af mælkebutik
- Ove Tjernberg som Jacki Bananen
- Lottie Ejebrant som Nibban
- Kotti Chave som politibetjent
- Emy Storm som servitrice
- Anita Wall som pige